# ان كانوفاس
ان كانوفاس (بالفرنسية: Anne Canovas)‏ هي ممثلة فرنسية، ولدت في 25 أكتوبر 1957 بالجزائر في الجزائر.

## أعمال

### أفلام
- (1994) ملابس جاهزة[3]
- (2004) خيط مشترك[4]
- (2011) آفا

## وصلات خارجية
- ان كانوفاس على موقع IMDb (الإنجليزية)
- ان كانوفاس على موقع ألو سيني (الفرنسية)
- ان كانوفاس على موقع تيرنر كلاسيك موفيز (الإنجليزية)
- ان كانوفاس على موقع أول موفي (الإنجليزية)
- ان كانوفاس على موقع قاعدة بيانات الأفلام السويدية (السويدية)
- ان كانوفاس على موقع قاعدة بيانات الفيلم (الإنجليزية)
- ان كانوفاس على موقع كينوبويسك (الروسية)